# Бобан Костић
Бобан Костић (Пироман, 2. децембар 1960 — Беч, 3. новембар 2014), познатији као Бобан Воз или као Бобан Пироманац, био је један од најпознатијих ромских виолиниста.

## Биографија
Роми као народ имају непресушни музички таленат, то је природни дар и никада неће нестати, таман су једни били и отишли у легенду а други долазе. Бобан је ретко био на телевизији и није био у пратњи великих певачких имена, али је ипак био надалеко познат по свом умећу свирања виолине. Село Вепровица близу села Пироман код Уба познато је по виолини и музичарима. Таленат је наследио од оца Боје и мајке Милине који су исто тако били музичари. Бобан никада није ишао у школу, ноте није знао да чита и мелодије је памтио само по слуху.
У каријери је снимио преко 70 музичких касета, преко 300 кола од којих су му најпознатија Чергино, Рамино, Бобаново коло и др.

## Дискографија
- 1980: Народна кола
- 1983: Ромска свадба
- 1987: Пироманац и Боја
- 1988: За срце и душу
- 1992: Најновија кола
- 1993: Боем виолина
- 1997: Воз креће
- 2000: Бобан Воз
- 2006: Најновија кола уживо
- 2010: Пева Пироманац